# Полтавська дитяча колонія імені В. Г. Короленка
Полтавська дитяча колонія імені В. Г. Короленка (1919—1933) — один із відомих у 1920-ті роки вітчизняних закладів соціального виховання, створений (грудень 1919) за ініціативою В. Г. Короленка і утримуваний (до 1926) полтавською Лігою порятунку дітей.

## Історія
Спочатку перебувала в Полтаві на Шевченківській і Садовій вулицях потім розмістилася в урочищі Триби Полтавського повіту поруч з Полтавською трудовою колонією імені М. Горького; у травні 1926, у зв'язку з переїздом колонії імені М. Горького до Харківського округу, отримала звільнені нею садибу і земельні угіддя у с. Ковалівці. У 1933 переведена до Кобеляцького району Полтавської області і незабаром розформована.
Головним завданням мала утримання, навчання і виховання безпритульних дітей віком від 4 до 17 років (у 1926 у своєму складі мала дітей: від 4 до 7 років — 22, від 7 до 10 — 11, від 10 до 12 — 10, від 12 до 14 — 14, 15 років — 13, старших за 15 років — 34). Керівництво до осені 1922 змінювалося двічі, серед завідувачів найвідоміший Федір Данилович Іванов (з лист. 1922 до, очев., кінця 1920-х рр.). Перші роки відчувала ускладнення в роботі у зв'язку з подвійним підпорядкуванням, знаходячись одночасно на бюджеті Ліги порятунку дітей та Наркомосу; з 1926 була підпорядкована Полтавському окрвиконкому. Сільськогосподарську базу зміцнювала поступово: в Трибах мала лише 6 дес. (6,54 га) землі, в Ковалівці — 61 дес. (66,49 га) землі, конюшню, свинарню, 10 корів, 10 коней, майстерні тощо. Вирощувалися пшениця, ячмінь, овес, картопля (9 сортів), помідори тощо. Господарством відав досвідчений агроном Коберський. Дитячій колектив поділявся на загони, що формувалися з урахуванням статі і віку вихованців (1 загін — малюки-хлопчики, 2 — малюки-дівчатка, 3 — хлопчики до 10 років, 4 — дівчатка до 10 років, 5 — хлопчики 12–13 років, 6 — дівчатка 13–15 років, 7 — хлопчики 14–15 років, 8 — випускники колонії, що приїздили до неї влітку). Свою виховну систему будувала на зайнятості дітей у господарстві, а також дієвому і розгалуженому дитячому самоврядуванні, близькому в деяких аспектах до форм життєдіяльності колективу колонії імені М. Горького, що дало підстави деяким дослідникам припустити існування тісних контактів між цими установами (Конституція; верховний «законодавчий» орган колонії — загальні збори; головний виконавчий орган, до обов'язків якого входила організація повсякденного життя колонії та керівництво роботою господарської, санітарної і інш. комісій — організаційний комітет із 7 вихованців, обраний на триместр; звання колоніста, що присвоювалося вихованцям і службовцям загальними зборами; право кожного колоніста бути обраним до органів самоврядування; колоністи-службовці мали підкорятися всім постановам загальних зборів, але користувалися на них правом вирішального голосу; у червні 1928 обов'язки вихователів у загонах, організація чергувань по колонії, направлення на роботи були передані вихованцям тощо). Мала школу, бібліотеку, кімнату для «тихих» ігор (шашки, шахи, лото), крім того існували гуртки (газетний, художній, музичний тощо), хор, аматорський театр, декілька років видавався дитячій рукописний журнал, влаштовувалися музичні вечори, читання з світловими картинами тощо. Традиційним було святкування дня народження В. Г. Короленка та дня заснування колонії, відзначалися і головні радянські свята. Клубна робота проводилася щоденно у другій половині дня.